# Colonització de Júpiter

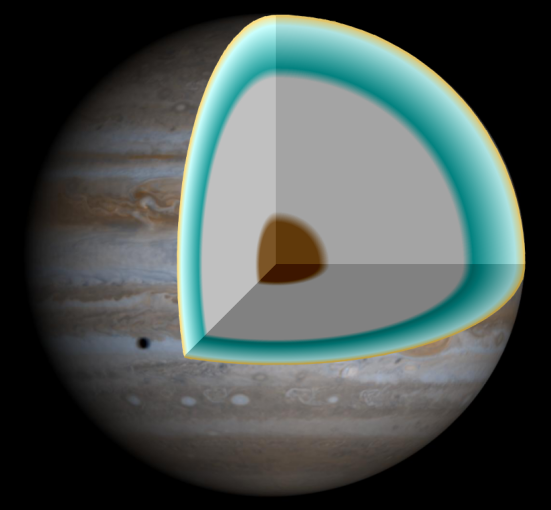
Model seccionat de l'interior de Júpiter, amb un nucli rocós envoltat per hidrogen metàl·lic

La colonització de Júpiter es refereix a una presència humana permanent a Júpiter. Júpiter podria acomodar hàbitats aeròstatics i ciutats flotants. Júpiter té diverses capes en l'atmosfera, algunes tenen la mateixa pressió que la pressió atmosfèrica terrestre al nivell del mar, o un cel blau semblant al nostre planeta. Des de l'entrada en l'atmosfera del planeta de la sonda Galileo, se sap que Júpiter té una capa atmosfèrica que és equivalent a la de la temperatura mitjana de la superfície de la Terra i que la pressió ronda uns 5 bars. Tanmateix, fins i tot en aquest cas, els hàbitats aerostàtics com les ciutats flotants no són possibles, perquè Júpiter té una gravetat superficial de 2,4 g a prop de la superfície de l'atmosfera, també a causa dels forts vents, perillós per a qualsevol colònia flotant.
Els isòtops d'hidrogen i heli són presents en grans quantitats en l'atmosfera de Júpiter. A causa d'aquesta concentració, la fugida d'oxigen gasós o líquid a l'atmosfera podria causar una explosió catastròfica.
Les radiacions i la gravetat poden fer factible l'ús d'heli-3. Tanmateix, la gravetat és un avantatge considerable, ja que proporcionaria un suport gravitacional a un vehicle espacial per escurçar el temps de viatge als altres gegants gasosos.